# Lorraine-Dietrich 20 CV (1920)
Der Lorraine-Dietrich 20 CV ist ein Pkw-Prototyp von 1920. Hersteller war Lorraine-Dietrich in Frankreich.

## Beschreibung
Das Fahrzeug der Oberklasse sollte den Type MHI ablösen. Es wurde jedoch nicht vermarktet.
Marius Barbarou entwickelte den Sechszylinder-Monoblockmotor mit OHV-Ventilsteuerung. Er hat 80 mm Bohrung, 150 mm Hub und 4524 cm³ Hubraum. Der Motor war damals in Frankreich steuerlich mit 20 CV eingestuft und wurde auch 20 CV genannt.
Der Motor ist vorn längs im Fahrgestell eingebaut. Er treibt über ein Vierganggetriebe und eine Kardanwelle die Hinterachse an. Die Bremse wirkt, wie damals üblich, nur auf die Hinterräder.